# Ullikummi
Ullikummi je bil v huritski mitologiji ogromna kamnita pošast, sin boga Kumarbija in hčerke boga morja, ženskega klifa Sertapsuruhi. Mit o Ullikummiju je napisan v hetitskem klinopisu. Odkrili so ga v  Boğazköyu v osrednji Anatoliji, Turčija, na fragmentih huritske Pesmi o Ullikummi.
Pesem o Ullikummi so takoj po odkritju prepoznali kot predhodnico enega od mitov v Heziodovi Teogoniji. Podobno vlogo kot Ullikummi ima v grški mitologiji Tifon, stoglava pošast s kačjim repom, ki jo je premagal bog groma Zevs.

## Zgodba o Ullikummi
Pripoved o Ullikummiju je najbolje ohranjena v epskem ciklu pesmi o bogu Kumarbiju,  ki je poskušal prevzeti mesto boga vremena Tešuba in uničiti mesto Kumamija. Kumarbi je v ta namen na skalni pečini iz vulkanske kamnine ustvaril brezspolno, gluho, slepo, a čutečo pošast Ullikummija, ga skril v podzemni svet in ga postavil na rame boga sanj Upellurija. Upelluri, zatopljen v meditacije, tega sploh ni čutil.
Ullikummi je hitro rasel, dokler ni dosegel nebes. Njegov brat Tešub je nadenj pošiljal grom in dež, ki mu nista škodila. Tešub je zato zapustil prestol in pobegnil. Za pomoč je zaprosil boga Ea. Slednji je poiskal Ullikummija, mu odsekal noge in ga prevrnil.